# Forte Vezzena
Il forte Vezzena o dello Spitz di Levico (indicato nei documenti storici anche come Werk Spitz Verle o Posten Cima Vezzena), si trova a quota 1.908 m s.l.m. ed è collocato sulla cima del Pizzo di Levico (o Cima Vezzena) in Provincia di Trento. Il forte appartiene al grande sistema di fortificazioni austriache al confine italiano.

## Storia

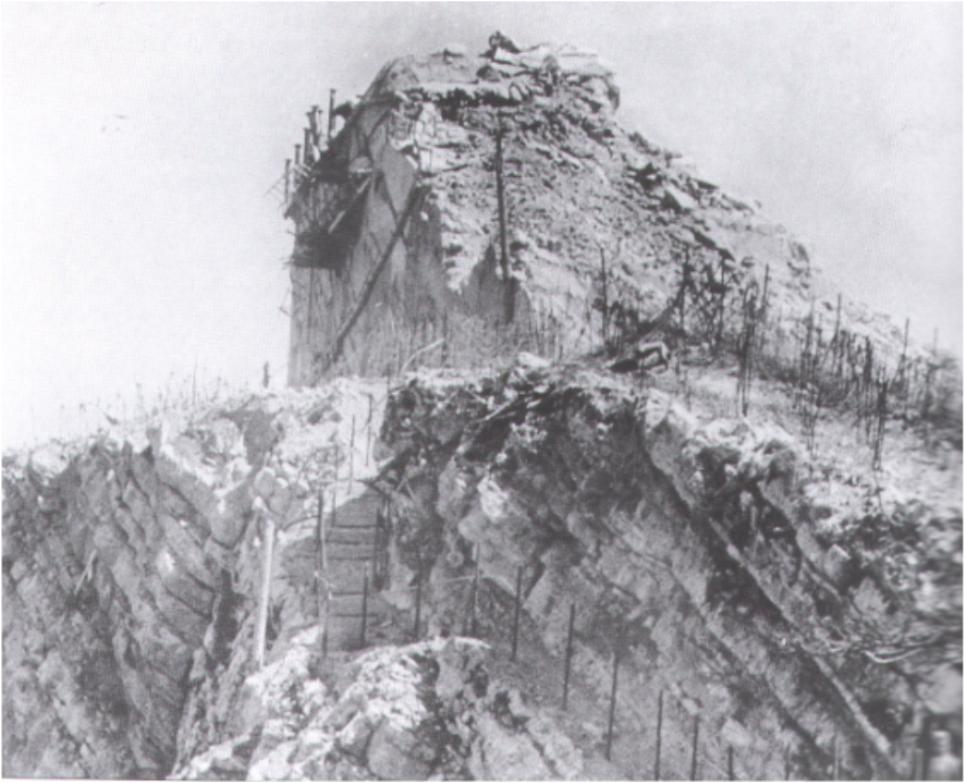
Il forte danneggiato dai bombardamenti durante il primo anno di guerra

Scoppio di una granata italiana sparata contro il forte

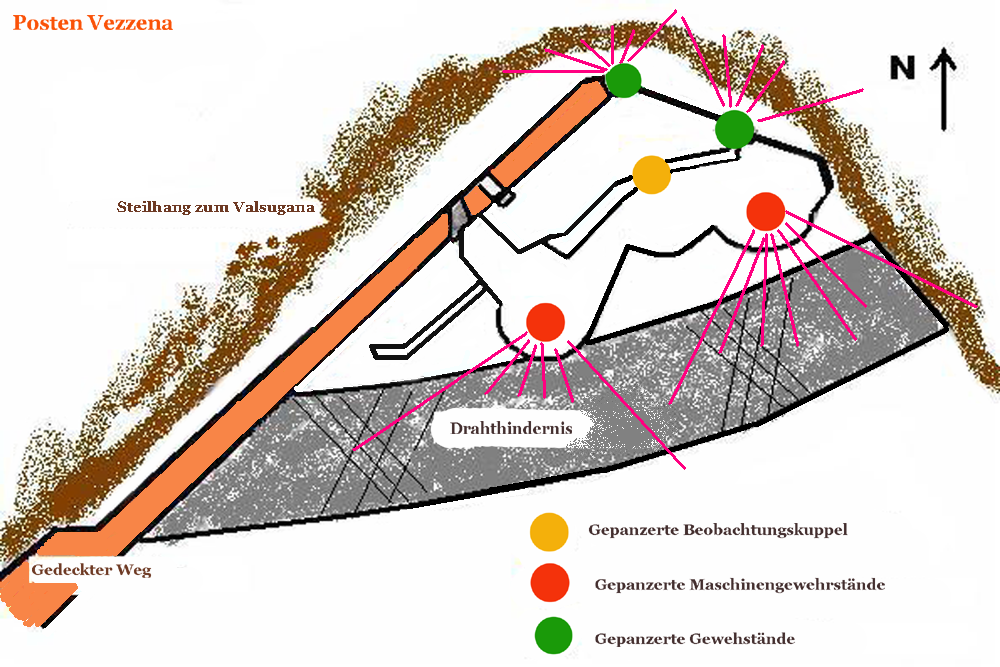
Piantina del Posten Vezzena

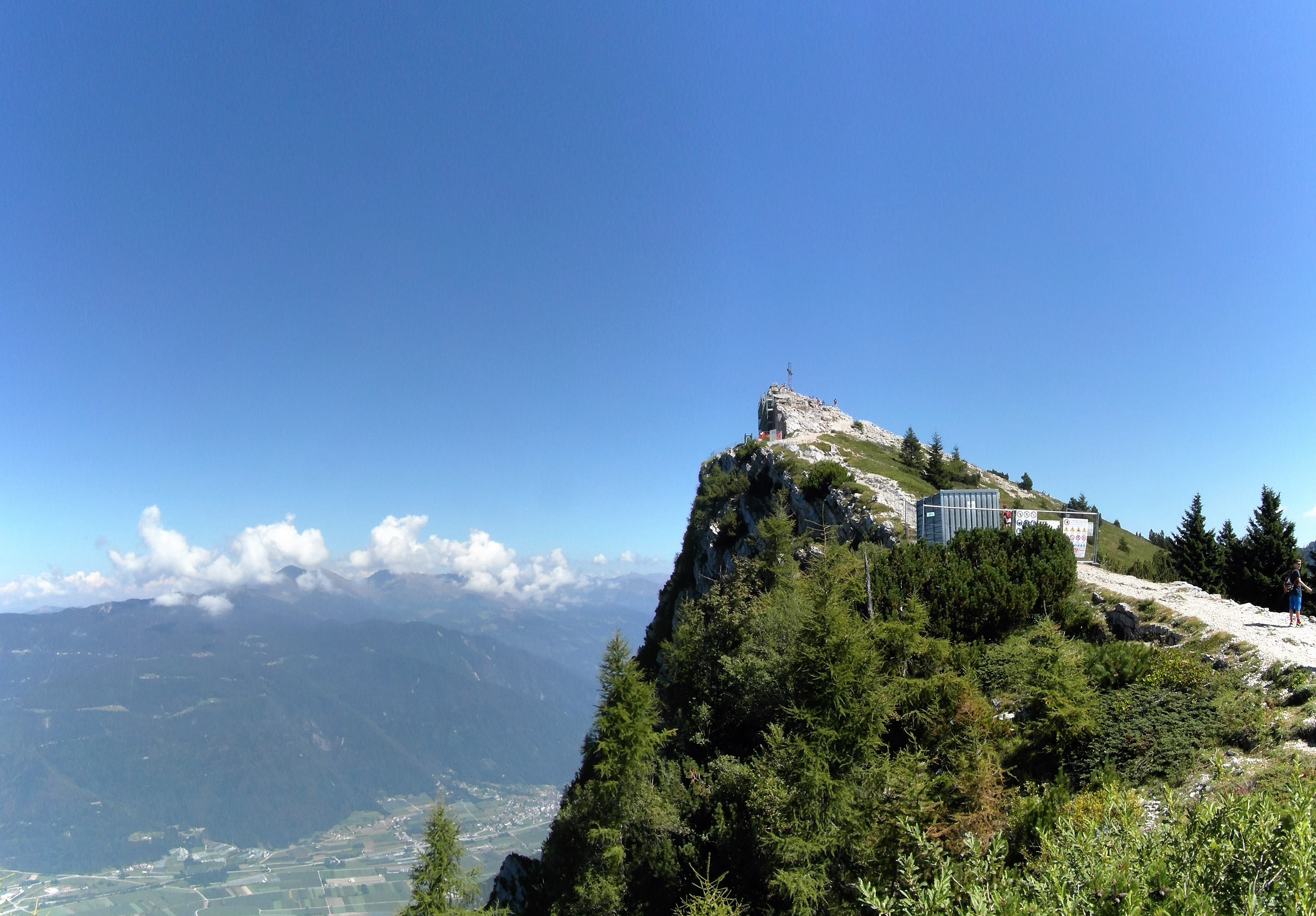
Vista dei ruderi del forte

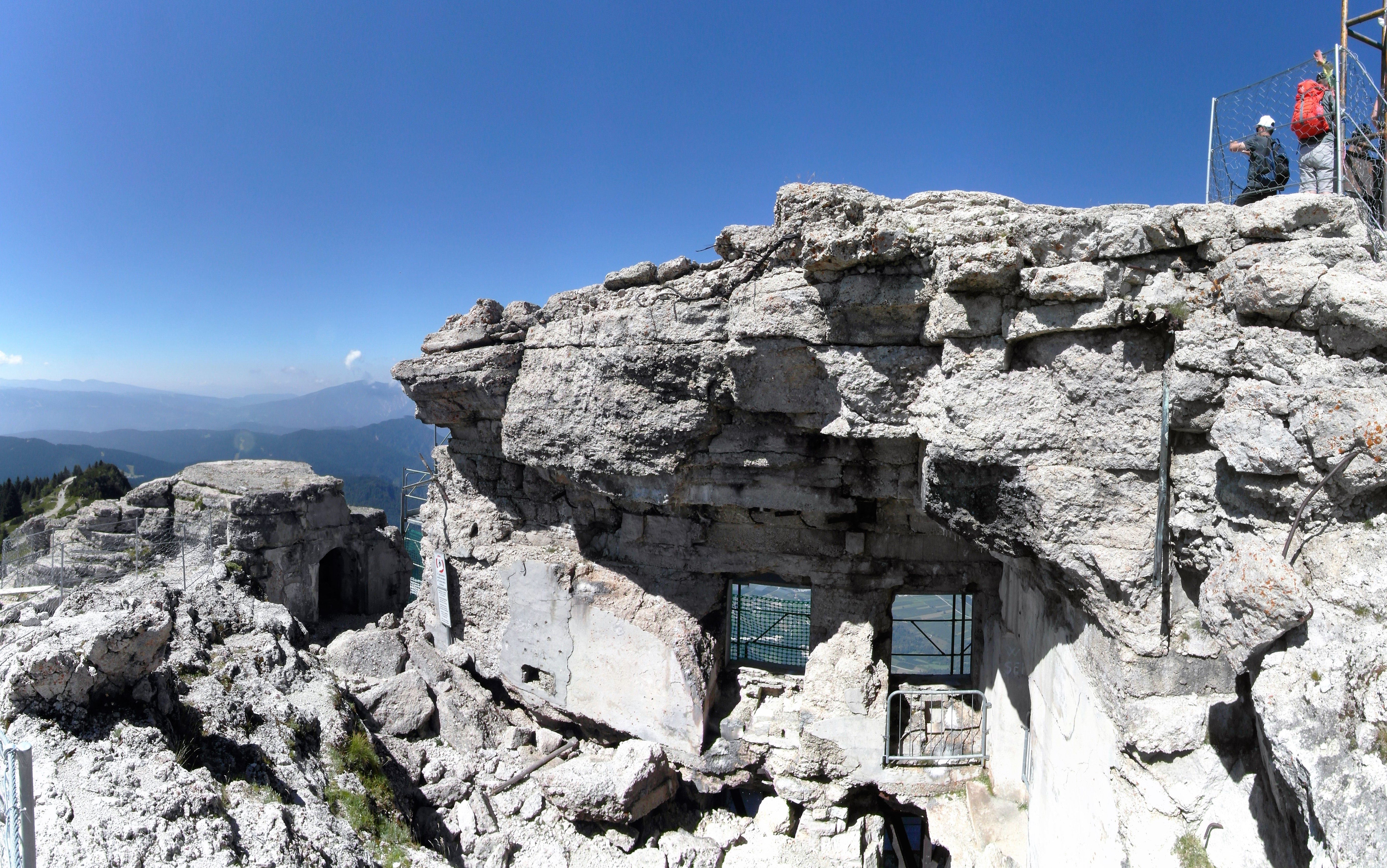
Vista dei ruderi sulla cima Vezzena

Fu edificato quando il Trentino apparteneva all'impero austro-ungarico tra il 1910 e il 1914.
Aveva un'importantissima funzione di osservatorio grazie alla sua posizione strategica, e proprio per questo motivo venne chiamato "l'occhio degli altipiani". Poteva controllare la zona a sud verso Asiago e tutto il versante nord della Valsugana. Era sicuramente un'opera ardita, infatti si appoggiava alla roccia che gli fa da parete a nord e si affaccia a strapiombo con un salto di 1300 metri sulla Valsugana.
La difficile posizione, però, comportava diversi problemi di approvvigionamento e per questo venne dotato di cisterne per l'acqua da 37.000 litri, alimentate da pompe azionate elettricamente che facevano pervenire l'acqua dal sottostante forte Verle.
La fortificazione, con tre piani in superficie, venne realizzata in calcestruzzo e cemento armato. La pianta è trapezoidale; il forte si trova in una gola artificiale di roccia, ed era difeso da fitte linee di reticolati. Durante il primo anno di guerra furono scavati degli alloggiamenti sotterranei per la guarnigione, dopo che l'artiglieria italiana aveva reso inutilizzabili il secondo ed il terzo piano.
Era considerato inespugnabile e tale si dimostrò; gli italiani cercarono infatti di conquistarlo più volte tra il 1915 e il 1916, ma tutti i tentativi fallirono.
Sin dai primi giorni di guerra venne costantemente tenuto sotto tiro dall'artiglieria italiana. Dopo l'offensiva austriaca della primavera 1916, furono riparati i danni subiti dal forte durante il primo anno di guerra.
L'attuale stato di totale rovina è dovuta al recupero dei materiali ferrosi negli anni del primo dopoguerra; ad oggi della fortezza rimangono solo rovine, ma nell'estate del 2016 sono stati effettuati lavori per la sistemazione delle facciate esterne, la recinzione della struttura e il blocco degli accessi all'interno delle rovine.

## Armamento
All'epoca il forte era armato con 5 mitragliatrici Schwarzlose da 8 mm M7/12 poste in due casematte corazzate fisse, ed una nell'osservatorio girevole posto sulla sommità dell'opera. Ospitava un corpo di 60 Standschützen, comandati dal sottotenente Konrad Schwarz. Non era dotato di artiglieria, ma durante l'estate 1915 venne portato nei pressi del forte, in posizione defilata dai tiri dell'artiglieria italiana, un cannone da 7,5 cm da montagna, che fu usato anche in funzione di artiglieria antiaerea.

## Accessi
Il forte è raggiungibile dal passo Vezzena, passando per il forte Verle e proseguendo a piedi lungo la vecchia strada carreggiabile oppure mediante il sentiero n. 205.